# Vuelta al País Vasco 2006
La 46.ª edición de la Vuelta al País Vasco, disputada entre el 3 y el 8 de abril de 2006, estuvo dividida en 6 etapas para un total de 829 km.
Participaron 21 equipos: los 20 de categoría UCI ProTour (al ser obligada su participación); más 1 español de categoría Profesional Continental mediante invitación de la organización (Relax-GAM). Formando así un pelotón de 168 corredores con 8 ciclistas cada equipo.

## Etapas
| Etapa | Fecha    | Recorrido     | km       | Ganador                    | Líder                      |
| ----- | -------- | ------------- | -------- | -------------------------- | -------------------------- |
| 1.ª   | 03/04/06 | Irún-Irún     | 130      | Alejandro Valverde         | Alejandro Valverde         |
| 2.ª   | 04/04/06 | Irún-Segura   | 155      | Samuel Sánchez             | Samuel Sánchez             |
| 3.ª   | 05/04/06 | Segura-Lerín  | 170      | Samuel Sánchez             | Samuel Sánchez             |
| 4.ª   | 06/04/06 | Lerín-Vitoria | 176      | Óscar Freire               | Samuel Sánchez             |
| 5.ª   | 07/04/06 | Vitoria-Zalla | 178      | Thomas Voeckler            | Samuel Sánchez             |
| 6.ª   | 08/04/06 | Zalla-Zalla   | 24 (CRI) | José Ángel Gómez Marchante | José Ángel Gómez Marchante |

## Clasificaciones finales
| \| 1. \| José Ángel Gómez Marchante \| 20h 31' 47" \| \| 2. \| Alejandro Valverde \| + 7" \| \| 3. \| Toni Colom \| m.t. \| \| 4. \| Patrik Sinkewitz \| + 19" \| \| 5. \| Alberto Contador \| + 20" \| \| 6. \| Samuel Sánchez \| + 42" \| \| 7. \| Miguel Ángel Martín Perdiguero \| + 44" \| \| 8. \| Cadel Evans \| + 1' 11" \| \| 9. \| Patxi Vila \| + 1' 21" \| \| 10. \| José Azevedo \| + 1' 24" \| |                                |             |
| 1. | José Ángel Gómez Marchante     | 20h 31' 47" |
| 2. | Alejandro Valverde             | + 7"        |
| 3. | Toni Colom                     | m.t.        |
| 4. | Patrik Sinkewitz               | + 19"       |
| 5. | Alberto Contador               | + 20"       |
| 6. | Samuel Sánchez                 | + 42"       |
| 7. | Miguel Ángel Martín Perdiguero | + 44"       |
| 8. | Cadel Evans                    | + 1' 11"    |
| 9. | Patxi Vila                     | + 1' 21"    |
| 10. | José Azevedo                   | + 1' 24"    |

| \| 1. \| Alejandro Valverde \| 84 p. \| \| 2. \| Samuel Sánchez \| 71 p. \| \| 3. \| Davide Rebellin \| 56 p. \| |                    |       |
| 1. | Alejandro Valverde | 84 p. |
| 2. | Samuel Sánchez     | 71 p. |
| 3. | Davide Rebellin    | 56 p. |

| \| 1. \| Hubert Dupont \| 29 p. \| \| 2. \| Juan José Cobo \| 25 p. \| \| 3. \| José Luis Arrieta \| 22 p. \| |                   |       |
| 1. | Hubert Dupont     | 29 p. |
| 2. | Juan José Cobo    | 25 p. |
| 3. | José Luis Arrieta | 22 p. |

| \| 1. \| Pierrick Fédrigo \| \| |                  |  |
| 1.                              | Pierrick Fédrigo |  |

| \| 1. \| Saunier Duval-Prodir \| \| |                      |  |
| 1.                                  | Saunier Duval-Prodir |  |